# Карл Бурк
Карл Брук (нім. Karl Burk; 14 березня 1898, Бухенау — 23 вересня 1963, Фріцлар) — німецький офіцер, бригадефюрер СС і генерал-майор військ СС. Кавалер Німецького хреста в золоті.

## Біографія
Учасник Першої світової війни. Член СС (посвідчення №68 910). Служив у підрозділах СС «Мертва голова». В 1940 році командував 2-м батальйоном 12-го піхотного полку СС «Мертва голова». На початку 1941 року переведений в штаб 5-го артилерійського полку СС дивізії СС «Вікінг». З червня 1941 року — командир зенітного дивізіон СС «Ост». Учасник німецько-радянської війни у складі 2-ї мотопіхотної бригади СС. В 1943 році призначений командиром зенітного навчального і запасного полку СС. З жовтня 1944 по лютий 1945 року — командир 28-ї добровольчої гренадерської дивізії СС «Валлонія», з 15 лютого по 8 травня 1945 року — 15-ї гренадерської дивізії військ СС.

## Звання
- Фанен-юнкер (15 квітня 1913)
- Унтерофіцер (1918)
- Обервахмістр (4 лютого 1927)
- Гауптшарфюрер СС (1 березня 1933)
- Унтерштурмфюрер СС (20 квітня 1935)
- Оберштурмфюрер СС (9 листопада 1935)
- Гауптштурмфюрер СС (13 вересня 1936)
- Штурмбаннфюрер СС (12 вересня 1937)
- Оберштурмбаннфюрер резерву СС (9 листопада 1938)
- Штандартенфюрер резерву СС (15 липня 1943)
- Оберфюрер СС (9 листопада 1944)
- Бригадефюрер СС і генерал-майор військ СС (20 апреля 1945)

## Нагороди
- Залізний хрест 2-го і 1-го класу
- Почесний військовий знак 2-го класу
- Почесний хрест ветерана війни з мечами
- Німецька імперська відзнака за фізичну підготовку в сріблі
- Спортивний знак СА в золоті
- Кільце «Мертва голова»
- Почесна шпага рейхсфюрера СС
- Медаль «У пам'ять 13 березня 1938 року»
- Медаль «У пам'ять 1 жовтня 1938» із застібкою «Празький град»
- Застібка до Залізного хреста 2-го і 1-го класу
- Штурмовий піхотний знак в бронзі
- Нагрудний знак «За участь у загальних штурмових атаках»
- Нагрудний знак зенітної артилерії
- Медаль «За зимову кампанію на Сході 1941/42»
- Німецький хрест в золоті (5 листопада 1942)
- Хрест Воєнних заслуг 2-го і 1-го класу з мечами